# Cipeundeuy (Jatinunggal)
Cipeundeuy is een bestuurslaag in het regentschap Sumedang van de provincie West-Java, Indonesië. Cipeundeuy telt 4543 inwoners (volkstelling 2010).